# Taiaçu
Taiaçu is een gemeente in de Braziliaanse deelstaat São Paulo. De gemeente telt 6.093 inwoners (schatting 2009).